# Pepas
Pepas è un singolo del cantante portoricano Farruko, pubblicato il 24 giugno 2021 come secondo estratto dal nono album in studio La 167.
Il brano è stato premiato con il Premio Lo Nuestro alla canzone urban pop/dance dell'anno.

## Video musicale
Il video musicale, diretto da Mike Ho, è stato reso disponibile il 6 agosto 2021 attraverso YouTube.

## Tracce
Testi e musiche di Andy Bauza, Axel Rafael Quezada Fulgencio, Carlos Efrén Reyes Rosado, Franklin Jovani Martínez, José Carlos García, Juan Manuel Gómez, Keriel Quiroz, Marcos G. Pérez e Víctor Alonso Cárdenas.
1. Pepas – 4:47

## Classifiche

### Classifiche settimanali
| Classifica (2021-23)  | Posizione massima |
| --------------------- | ----------------- |
| Argentina             | 3                 |
| Austria               | 9                 |
| Belgio (Fiandre)      | 2                 |
| Belgio (Vallonia)     | 3                 |
| Bielorussia           | 180               |
| Bolivia               | 20                |
| Canada                | 23                |
| Colombia              | 2                 |
| Costa Rica            | 2                 |
| Croazia               | 6                 |
| Danimarca             | 12                |
| Ecuador               | 22                |
| El Salvador           | 2                 |
| Francia               | 3                 |
| Germania              | 11                |
| Grecia                | 8                 |
| Irlanda               | 79                |
| Islanda               | 4                 |
| Italia                | 5                 |
| Lituania              | 20                |
| Lussemburgo           | 4                 |
| Messico               | 2                 |
| Norvegia              | 17                |
| Paesi Bassi           | 1                 |
| Panama                | 2                 |
| Paraguay              | 16                |
| Perù                  | 1                 |
| Polonia               | 29                |
| Portogallo            | 1                 |
| Repubblica Ceca       | 19                |
| Repubblica Dominicana | 2                 |
| Romania               | 1                 |
| Russia                | 30                |
| Slovacchia            | 6                 |
| Spagna                | 1                 |
| Stati Uniti           | 25                |
| Svezia                | 20                |
| Svizzera              | 1                 |
| Ungheria              | 5                 |

### Classifiche di fine anno
| Classifica (2021) | Posizione |
| ----------------- | --------- |
| Austria           | 75        |
| Belgio (Fiandre)  | 43        |
| Belgio (Vallonia) | 29        |
| Francia           | 32        |
| Germania          | 71        |
| Italia            | 49        |
| Paesi Bassi       | 5         |
| Portogallo        | 9         |
| Spagna            | 5         |
| Svizzera          | 27        |
| Ungheria          | 94        |
| Classifica (2022) | Posizione |
| Austria           | 8         |
| Belgio (Fiandre)  | 30        |
| Belgio (Vallonia) | 24        |
| Canada            | 22        |
| Danimarca         | 40        |
| Francia           | 26        |
| Germania          | 11        |
| Islanda           | 12        |
| Italia            | 53        |
| Lituania          | 65        |
| Norvegia          | 28        |
| Paesi Bassi       | 24        |
| Paraguay          | 101       |
| Spagna            | 36        |
| Svezia            | 32        |
| Svizzera          | 3         |
| Ungheria          | 18        |
| Classifica (2023) | Posizione |
| Francia           | 106       |
| Portogallo        | 154       |
| Svizzera          | 36        |